# Kid Dussart
Auguste "Kid" Dussart (Luik, 11 april 1921 – Herstal, 25 november 2002) was een Belgisch bokser. 

## Levensloop
Dussart werd geboren in de Luikse wijk Pierreuse in een mijnwerkersgezin. Zijn vader en broer waren werkzaam in de kolenmijn van Sainte-Walburge. Op zijn vijftien jaar stond Dussart voor het eerst in de boksring, twee jaar later werd hij actief als profbokser.
In maart 1947 behaalde hij te Schaarbeek de EBU-titel bij de lichtgewichten in een kamp tegen de Fransman Emile Di Cristo. In mei 1947 moest Dussart deze titel afstaan aan de Italiaan Roberto Proietti na een verloren kamp te Schaarbeek. In juli 1949 heroverde hij deze titel in een kamp te Londense Kensington tegen de Brit Billy Thompson. In december 1949 moet hij de EBU-titel bij de lichtgewichten opnieuw afstaan na een verloren duel te Schaarbeek tegen de Italiaan Roberto Proietti.
In augustus 1958 kampte hij met de Fransman Gilbert Lavoine voor de EBU-titel bij de weltergewichten te Nice, maar verliest het duel. 
Van beroep was hij bewaker in het wapenmuseum te Luik.